# Klaas Bijlsma
Klaas Bijlsma (Franeker, 27 november 1890 - aldaar, 23 maart 1975), ook wel mr. P.C. (vanwege zijn langdurig lidmaatschap van de Permanente Commissie) was een Nederlands politicus, notaris en advocaat.
Klaas was de zoon van Pieter Bijlsma, groothandelaar in aardappelen en gemeenteraadslid in Franeker, en Jetske Hannema. Hij volgde de u.l.o. in Franeker en daarna de Rijks HBS in Leeuwarden. Daarna ging hij studeren voor notaris in Sneek. In 1913 werd hij dan uiteindelijk kandidaat-notaris te Finsterwolde.
In 1913 trouwde Bijlsma met Ytje Miedema (van wie hij al snel zou scheiden), en in 1914 ging hij in militaire dienst en werd hij uiteindelijk eerste luitenant der infanterie. In 1916 hertrouwde hij met de predikantsdochter Klaasje Kuperus. Hij had één dochter.
Na zijn militaire tijd werd hij adjunct-inspecteur van de directe belasting te Sneek en in 1920 werd hij weer kandidaat-notaris, nu te Amsterdam. Daar nam hij een rechtenstudie op aan de Gemeentelijke Universiteit op, waar hij in 1926 afstudeerde. In 1927 werd hij dan uiteindelijk notaris, terug in zijn geboortestad Franeker, wat hij zou blijven tot 1961. Van 1928 tot 1938 was hij daarnaast advocaat en procureur en van 1935 tot 1938 lid van de gemeenteraad in Franeker.
In 1938 kwam Bijlsma in de Tweede Kamer als vervanger voor Pieter Oud, en hij zou lid blijven tot aan het opgaan van zijn partij (Vrijzinnig-Democratische Bond) in de PvdA in 1946. Hij sprak in de Tweede Kamer met name over aangelegenheden inzake verkeer, sociale zaken en financiën en over binnenlandse zaken. Als lid van een kleine fractie nam hij regelmatig deel aan debatten. Hij werd, net als veel andere politici, van 4 mei 1942 tot en met 19 april 1943 geïnterneerd in het Gijzelaarskamp Sint-Michielsgestel.
Na de oorlog fuseerde de VDB, waar Bijlsma bestuurslid was tussen 1936 en 1945, tot de Partij van de Arbeid, en Bijlsma werd als zittend Kamerlid slechts op de twaalfde (onverkiesbare) plaats op de PvdA-kandidatenlijst in de kieskring Friesland geplaatst. In 1947 was hij betrokken bij een poging om de VDB opnieuw op te richten, maar dit slaagde niet. Vervolgens was hij van 1948 tot 1953 lid van de Volkspartij voor Vrijheid en Democratie (VVD) en waagde hij in 1953 wederom een poging om de VDB te heroprichten. Ditmaal was het onder Bijlsma's voorzitterschap (1953 - 1955) wel succesvol, maar na enige tijd bleek die partij toch onvoldoende levensvatbaar te zijn.
In oktober 1945 werd Bijlsma ook benoemd tot president van het Tribunaal te Leeuwarden, wat hij zou blijven tot 1948. Hij was ook nog steeds notaris (tot 1961), werd kantonrechter-plaatsvervanger, en in 1960 nam hij nam hij het advocaat- en procureurschap weer op.
Ook binnen Friesland vervulde Bijlsma diverse maatschappelijke posities. Zo was hij dijkgraaf van het waterschap Vijf Delen der Zeedijker Binnendijk en lid (later voorzitter) van de "Permanente Commissie voor grote kaatspartij" te Franeker van 1929 tot 1973. In dit kader zou hij ook lid van verdienste worden van de Koninklijke Nederlandsche Kaats Bond.
Voorts vervulde hij enkele posities binnen het (volks)onderwijs, zoals lid van de commissie van toezicht van de Handelsavondschool, voorzitter van het Volksonderwijs, gewest Friesland en lid hoofdbestuur Volksonderwijs en daarna erelid van Volksonderwijs. Hij vervulde ook honderden spreekbeurten voor Volksonderwijs.
- Biografisch Portaal: 00686269
- International Standard Name Identifier: 0000 0003 8739 768X
- Nederlandse Thesaurus van Auteursnamen: 241347432
- Parlement.com: vg09lkz2d9yr
- Virtual International Authority File: 280294065
- WorldCat: E39PBJbRq3hc7Px3XT8xTfCfbd